# Буцида
Бу́цида (лат. Bucida) — род двудольных цветковых растений, включённый в семейство Комбретовые (Combretaceae). Распространён в тропических регионах Нового Света. Иногда включается в род Терминалия

## Название
Название Bucida было впервые употреблено Филипом Миллером в 1756 году как видовое. Миллер включил вид с таким эпитетом в род Buceras. В 1759 году Карл Линней в 10-м издании Systema Naturae поменял местами родовое название и видовой эпитет и описал это растение как Bucida buceras. Родовое название Линнея чаще употреблялось в литературе и в 1954 году было официально законсервировано (nom. cons.) как приоритетное.
Название Bucida также является отвергнутым (nom. rej.) в пользу более позднего Terminalia. То есть при объединении этих двух родов правильным названием для таксона будет последнее.

## Ботаническое описание
Род Буцида объединяет деревья, у некоторых видов ветви покрыты шипами. Листья расположены очерёдно, на концах веток обычно более густо, чем на их продолжениях.
Цветки обычно обоеполые, однако известны экземпляры с мужскими цветками. Соцветия колосовидные, располагающиеся на концах веток. Чашечка пятидольчатая, не опадающая. Венчик отсутствует. Тычинки в количестве 10.
Плод — кожистая или мясистая ягода.

## Ареал
Большая часть видов рода распространена в Центральной и на севере Южной Америки. Три вида известны в Мексике, один (Bucida buceras) — на юге Флориды.

## Таксономия
|  |                                      |  |                                                         |                                                         |                       |  | ещё 8 семейств (согласно Системе APG III) |              |              |         |
|  |                                      |  |                                                         |                                                         |                       |  |                                           |              |              | 6 видов |
|  |                                      |  |                                                         | порядок Миртоцветные                                    |                       |  |                                           |              | род Буцида   |         |
|  |                                      |  |                                                         | порядок Миртоцветные                                    |                       |  |                                           |              | род Буцида   |         |
|  | отдел Цветковые, или Покрытосеменные |  |                                                         |                                                         | семейство Комбретовые |  |                                           |              |              |         |
|  | отдел Цветковые, или Покрытосеменные |  |                                                         |                                                         |                       |  |                                           |              |              |         |
|  |                                      |  | ещё 58 порядков цветковых растений (по Системе APG III) | ещё 58 порядков цветковых растений (по Системе APG III) |                       |  |                                           | ещё 18 родов | ещё 18 родов |         |
|  |                                      |  |                                                         | ещё 58 порядков цветковых растений (по Системе APG III) |                       |  |                                           |              | ещё 18 родов |         |

### Синонимы
- Buceras Mill., 1756, nom. rej.

### Виды
- Bucida buceras L., 1759
- Bucida macrostachya Standl., 1929
- Bucida molinetii (M.Gómez) Alwan & Stace, 1989
- Bucida palustris Borhidi & O.Muñiz, 1976
- Bucida subinermis Bisse, 1974
- Bucida umbellata Sessé & Moc., 1888